# Cestistica San Severo
La Cestistica San Severo è la principale società di pallacanestro maschile della città di San Severo, e gioca le sue partite casalinghe al Palasport Falcone e Borsellino. Attualmente milita in Serie B.

## Storia

### Gli albori
La fondazione della squadra, allora denominata G.S. Cannelonga Mobili avvenne nel 1966. La denominazione rimase così fino al 23 luglio 1970, dopo varie partecipazioni ai campionati di promozione e la conquista della serie D con alla guida tecnica Vanni Peluso Cassese, storico allenatore di numerose stagioni. Solo allora il nome della formazione mutò in Cestistica San Severo. Successivamente, nel 1974, la squadra venne promossa in serie C e nonostante la pallacanestro cominciò a farsi conoscere in tutta la città, la squadra non riuscì ad evitare la retrocessione. Tuttavia, l'anno dopo, grazie soprattutto all'apporto di ragazzi provenienti dal vivaio e dal giovanissimo talento Walter Magnifico, la formazione sanseverese riuscì a riconquistare la serie C, questa volta mantenuta grazie anche a dei rinforzi ulteriori nel roster.

### Anni ottanta
Dopo aver conquistato la promozione in serie B e un campionato nel 1978, anno in cui la Cestistica disputò la poule A2 per la promozione nella seconda serie massima, la squadra ebbe un importante calo di prestazioni, dovuto soprattutto alla partenza di Walter Magnifico per la Fortitudo Pallacanestro Bologna, allora denominata Mercury. Fu una delle tante cause per cui nel 1980, nonostante venne creato un roster grande, la formazione pugliese retrocedette in serie C, serie nella quale rimase fino ad una parentesi nel 1983, stagione disastrosa che vide nuovamente cadere tutte le speranze di risalita in serie B. Soltanto nel 1984, a seguito dell'arrivo di Renzo Ranuzzi come coach, la squadra riuscì a fare un campionato degno di nota, centrando i play-off. La formazione si ritrovò in seguito in serie D, dove solamente nel 1989, grazie alla guida del solito Cassese, si cercò la via della risalita, poi non trovata.

### Anni novanta
La stagione 1989-90 fu caratterizzata da una particolare rivalità cittadina causata dell'entrata in scena dell'Agricomm San Severo, squadra in cui militò inizialmente Mario Del Vicario, un giovane molto promettente. I primi due derby non furono favorevoli alla Cestistica, che li perse entrambi, mentre l'ultimo scontro a fine campionato fu vinto. Nel 1991 la squadra disputò un buon campionato, mentre la rivale fu costretta a cedere il titolo e fallire nel campionato di B2, cui prese parte per aver acquistato i diritti della Pallacanestro Brindisi. Negli anni successivi, la squadra pugliese  lottò inutilmente per la promozione, conquistata solo nel 1999, grazie ad una finale playoff che vide i Neri  vincere ai supplementari contro la Fortitudo Basket Martina Franca, partita in cui lasciò il segno soprattutto Mario Del Vicario, autore di un numero di punti pari alla sua età, 35.

### Anni 2000
Nel 2000 la Cestistica centrò la salvezza nei playout. L'anno successivo non iniziò nel migliore dei modi e soltanto verso la metà del campionato si riuscì a vincere in modo costante per quasi tutte le partite. Questo risultato portò la formazione a disputare la finale per la promozione in B1 contro il Basket Patti. Tuttavia la squadra non fu in grado di portare a casa la vittoria e la stagione successiva si disputò di nuovo in B2. LA squadra parmase in B2  fino al 2006, anno in cui si costruì un'ottima squadra ,che nonostante i problemi economici, ottenne i play-off, persi nella seconda serie di gare contro il Ruvo di Puglia Basket.
Con l'arrivo di uno sponsor importante, la Cestistica San Severo, d'ora in poi denominata anche Mazzeo San Severo, attraverso una serie di mosse societare e un ripescaggio dopo la finale disputata nel 2008 contro la Fortitudo Agrigento, riuscirà ad arrivare in B1.

### L'arrivo in Legadue
Nel 2010 la Cestistica, allenata da Piero Coen, grazie ad un roster inizialmente pensato per la salvezza, si porta in avanti fino alla finalina playoff disputata contro la storica squadra della Fortitudo Bologna, contro la quale si riesce anche a vincere la seconda gara fuori casa. In queste ultime partite, il Palasport Falcone e Borsellino riporta un record di numero spettatori mai visto prima, con oltre 4000 spettatori.
La stagione 2010-11 vede la squadra portarsi in avanti come non ha mai fatto prima: la Cestistica San Severo disputa per la prima volta il campionato professionistico di Legadue, venendo ripescata al posto della scomparsa Vigevano.
Tuttavia l'avvio di stagione è difficoltoso per la compagine giallonera: vengono sostituiti l'allenatore e diversi elementi dell'organico, americani compresi. La prima vittoria stagionale arriva solamente nell'anno solare 2011, alla 13ª giornata. Successivamente i sanseveresi riescono a raggiungere il penultimo posto in classifica, ma nel finale di campionato una striscia aperta di 8 sconfitte consecutive condanna matematicamente la squadra all'ultimo posto e alla conseguente retrocessione in terza serie.

### Il rischio fallimento
Nell'estate del 2011 dopo la retrocessione in Legadue, la Cestistica ha dei grandi problemi economici, tanto da rischiare il fallimento societario, con la possibilità di cedere il titolo a Reggio Calabria. Tuttavia, tale rischio viene scongiurato all'ultimo momento grazie all'aiuto del Comune di San Severo e di un gruppo di imprenditori locali, la Cestistica si iscrive al campionato di DNA, grazie all'aiuto anche dell'ex patron che pochi mesi più tardi cederà le sue quote societarie. Dopo questo improvviso calo, la Cestistica San Severo ritorna a splendere sfiorando l'immediata promozione in Serie A2.

## Roster 2024-2025
Aggiornato al 23 aprile 2025.
| Cestistica San Severo 2024-2025 | Cestistica San Severo 2024-2025 |
| Giocatori                       | Staff tecnico                   |
| ------------------------------- | ------------------------------- |

| N. | Naz.                                              | Ruolo | Nome                  | Anno | Alt.   | Peso   |  |
| -- | ------------------------------------------------- | ----- | --------------------- | ---- | ------ | ------ |  |
| 3  | Italia (bandiera)                                 | PG    | Alleia Ivan Mobio     | 2004 | 185 cm | 79 kg  |  |
| 5  | Italia (bandiera)                                 | PG    | Paolo Bandini         | 2004 | 186 cm | 70 kg  |  |
| 8  | Italia (bandiera)                                 | C     | Carlo Maria Cane      | 2004 | 203 cm | 105 kg |  |
| 9  | Italia (bandiera)                                 | PG    | Niccolò Pellicano     | 2002 | 182 cm | 72 kg  |  |
| 11 | Italia (bandiera) · Costa d'Avorio (bandiera)     | A     | Soma Abati Touré      | 2002 | 195 cm | 88 kg  |  |
| 12 | Italia (bandiera) · Macedonia del Nord (bandiera) | A     | David Petrushevski    | 2006 | 204 cm | 90 kg  |  |
| 14 | Italia (bandiera)                                 | GA    | Niccolò Moffa         | 1999 | 200 cm | 84 kg  |  |
| 18 | Italia (bandiera)                                 | C     | Matteo Gherardini     | 2004 | 206 cm | 91 kg  |  |
| 21 | Irlanda (bandiera) · Stati Uniti (bandiera)       | PG    | Ethan Igbanugo        | 1999 | 188 cm | 84 kg  |  |
| 23 | Italia (bandiera) · Macedonia del Nord (bandiera) | GA    | Goce Petrushevski (C) | 2002 | 197 cm | 91 kg  |  |
| 45 | Italia (bandiera)                                 | A     | Fabio Bugatti         | 1998 | 200 cm | 87 kg  |  |

| Allenatore                                                              |
| - Massimo Bernardi                                                      |
| Assistente/i                                                            |
| - Gianfranco Mucci Legenda - (C) Capitano - (IN) Inattivo - Infortunato |

## Staff tecnico
- Direttore Sportivo: Nicolas Panizza
- Preparatore atletico: Tommaso Rizzacasa
- Ortopedico: Roberto D'Arenzo
- Medico sociale: Giovanni Papadopoli
- Medico sociale: Davide Martignetti
- Fisioterapista: Raffaele Tafanelli